# 3:10 to Yuma (película de 1957)
3:10 to Yuma (En España: El tren de las 3:10, en Latinoamérica: El tren de las 3:10 a Yuma) es una película estadounidense del género wéstern, estrenada en 1957, protagonizada por Glenn Ford y Van Heflin y dirigida por Delmer Daves. La película está basada en el cuento homónimo de Elmore Leonard. Tuvo buena acogida en el momento de su estreno, y actualmente es una película muy apreciada en los círculos cinéfilos.
En 2007 se estrenó un remake, protagonizado por Russell Crowe y Christian Bale y dirigido por James Mangold.
La canción del título, "The 3:10 to Yuma", está interpretada por Frankie Laine.
En 2012, la película fue seleccionada para su preservación en el Registro Nacional de Cine por la Biblioteca del Congreso de Estados Unidos al ser una película cultural, histórica y estéticamente destacable.

## Reparto
| Actor/Actriz    | Papel              |
| --------------- | ------------------ |
| Glenn Ford      | Ben Wade           |
| Van Heflin      | Dan Evans          |
| Felicia Farr    | Emmy               |
| Leora Dana      | Alice Evans        |
| Robert Emhardt  | Mr. Butterfield    |
| Henry Jones     | Alex Potter        |
| Richard Jaeckel | Charlie Prince     |
| Ford Rainey     | Mariscal de Bisbee |
| George Mitchell | Mac                |

## Recepción
La película recaudó un total de 1.85 millones de dólares

## Home video
Una edición en Blu-ray para DVD se estrenó en 2012 y 2013.